# شاختار قراغندي
نادي شاختار قراغندي لكرة القدم (Football Club Shakhter) هو نادي كرة قدم كازاخستاني، تأسس سنة 1958.

## وصلات خارجية
- الموقع الرسمي